# Legger
Der Legger oder Leaguer war ein niederländisches Flüssigkeitsmaß. Das Maß war besonders neben Wein  dem  Arrak vorbehalten.
In Amsterdam hatte
- 1 Legger etwa 15 Anker = 582 Liter = 256 Pinten = 563 neue Kannen[1]

Im englisch verwalteten Südafrika und in Ceylon galten bis 1852 die niederländischen Maße:
- 1 Legger = 126,63 Imperal-Gallonen

Der Wein-Legger = 75 Veltes/Welts = 150 alte englische Gallons (auch 160 wurden gerechnet) = 300 Canades = 600 Quarts = 9600 Drams
- 1 Legger = 567,78 Liter

In Pondicherry, einer französischen Überseebesitzung in Ostindien, hatte der Legger oder Legre 70 bis 75 Pariser Veltes.
In Colombo hatte der Legger = 567,78 Liter. 1 Legger wurde hier mit 80 Veltes eingekauft, aber mit 75 verkauft.
Auf Java, ehemaliger niederländischer Besitz, hatte ein Legger mit Arrak = 4 Ahn = 388 Kannen – die Kanne oder Kann wurde mit 1,491 Liter ergab 579,508 Liter gerechnet.